# Nhạn ngực đỏ
Nhạn ngực đỏ (danh pháp hai phần: Hirundo lucida) là một loài chim không di cư thuộc họ Nhạn phân bố rộng rãi nhất thế giới. Nó được tìm thấy trong Châu Phi ở Tây Phi, lưu vực sông Congo và Ethiopia.

## Mô tả
Loài này có đuôi chẽ và cong, cánh nhọn.
Trước đây được coi là một phân loài của nhạn bụng trắng, nó gần giống loài này. Nhạn ngực đỏ khác ở chỗ hơi nhỏ hơn của nó loài nhạn bụng trắng có liên quan nhưng di cư. Nó cũng có một dải ngực màu xanh da trời hẹp hơn, và con trưởng thành có đuôi nheo đuôi ngắn hơn. Trong khi bay, có vẻ nhạt màu bên dưới hơn nhạn bụng trắng. Mặc dù con trưởng thành nhạn ngực đỏ khá khác biệt, con chưa trưởng thành có thể bị nhầm lẫn với nhạn bụng trắng, cũng có đuôi nheo ngắn. Tuy nhiên, nhạn ngực đỏ chưa trưởng thành có một dải ngực hẹp hơn và trắng hơn ở đuôi.

## Phân loài
- Hirundo lucida lucida
- Hirundo lucida rothschildi
- Hirundo lucida subalaris